# Ernmas
 (signalé en juin 2025).
Si vous disposez d'ouvrages ou d'articles de référence ou si vous connaissez des sites web de qualité traitant du thème abordé ici, merci de compléter l'article en donnant les références utiles à sa vérifiabilité et en les liant à la section « Notes et références ».
- Archive Wikiwix
- Bing
- Cairn
- DuckDuckGo
- E. Universalis
- Gallica
- Google
- G. Books
- G. News
- G. Scholar
- Persée
- Qwant
- (zh) Baidu
- (ru) Yandex
- (wd) trouver des œuvres sur Wikidata

Dans la mythologie celtique irlandaise, Ernmas, est une déesse des Tuatha Dé Danann. Elle est notamment présente dans les deux récits mythiques : Lebor Gabála Érenn (le « Livre des conquêtes d’Irlande ») et Cath Maige Tuired (la « Bataille de Mag Tuired » au cours de laquelle elle perd la vie).
Avec Delbáeth, elle a engendré la triade divine composée des trois déesses Ériu, Banba et Fódla, qui sont la personnification de l’Irlande. Elle serait aussi la mère de Morrigan.